# Polder Kamphuizen
Polder Kamphuizen is een polder en een voormalig waterschap in de gemeente Oegstgeest, in de Nederlandse provincie Zuid-Holland.
Het waterschap was verantwoordelijk voor de vervening, drooglegging en later de waterhuishouding in de polder. Voor de bemaling van de polder diende oorspronkelijk de molen Hoop Doet Leven. In 1999 is deze verplaatst naar de polder Elsgeest.
De Flora-veiling is gelegen op de oude poldergronden.